# Đức Hòa Đông
Đức Hòa Đông là một xã thuộc huyện Đức Hòa, tỉnh Long An, Việt Nam.

## Địa lý
Xã Đức Hòa Đông có vị trí địa lý:
- Phía đông giáp Thành phố Hồ Chí Minh
- Phía tây giáp thị trấn Đức Hòa và các xã Đức Hòa Thượng, Đức Hòa Hạ
- Phía nam giáp xã Đức Hòa Hạ
- Phía bắc giáp xã Mỹ Hạnh Nam.

Xã có diện tích 25,08 km², dân số năm 1999 là 10.148 người, mật độ dân số đạt 405 người/km².

## Hành chính
Xã được chia thành 5 ấp: 1, 2, 3, 4, 5.

## Lịch sử
Xã Đức Hòa Đông được thành lập vào ngày 24 tháng 3 năm 1979 từ một phần diện tích và dân số của xã Đức Hòa cũ.
Ngày 12 tháng 1 năm 2016, thị trấn Đức Hòa mở rộng (gồm thị trấn Đức Hòa, xã Đức Hòa Hạ và một phần các xã Đức Hòa Đông, Hựu Thạnh) được công nhận là đô thị loại IV.